# Elezioni parlamentari a Trinidad e Tobago del 2025
Le elezioni parlamentari a Trinidad e Tobago del 2025 si sono tenute il 28 aprile per il rinnovo della Camera dei rappresentanti, la camera bassa del Parlamento di Trinidad e Tobago, l’organo legislativo del paese.
Esse sono state indette in anticipo rispetto alla scadenza naturale della legislatura, prevista per la seconda parte del 2025, su volere del neo-nominato Primo ministro Stuart Young, al fine di verificare l’esistenza di un supporto popolare per l’attuazione delle sue politiche.
Le elezioni hanno visto la vittoria, con una solida maggioranza, dello United National Congress (UNC) precedentemente all’opposizione che, grazie all’ottenimento di ben 26 seggi su 41, ha così potuto eleggere a Primo ministro la propria Leader di partito, Kamla Persad-Bissessar, disarcionando contestualmente dal potere il People's National Movement (PNM) di Stuart Young, capo del governo uscente nominato da poco più di un mese, avendo quest’ultima formazione ottenuto solo 13 seggi.

## Sistema elettorale
Per le elezioni parlamentari, la legge elettorale trinidadiana prevede l’applicazione di un sistema maggioritario secco in altrettanti collegi uninominali: in tal senso, risulta dunque eletto, in ciascun collegio elettorale, il candidato che abbia semplicemente ottenuto il maggior numero di voti (Plurality).

## Risultati
| United National Congress (UNC)         | 335 165   | 54,04 | 26 |  |  |  |
| People's National Movement (PNM)       | 224 414   | 36,19 | 13 |  |  |  |
| Patriotic Front (PF)                   | 21 221    | 3,42  | —  |  |  |  |
| Tobago People's Party (TPP)            | 13 857    | 2,23  | 2  |  |  |  |
| Congresso del Popolo (COP)             | 6 481     | 1,05  | —  |  |  |  |
| Progressive Empowerment Party (PEP)    | 9 379     | 1,51  | —  |  |  |  |
| National Transformation Alliance (NTA) | 5 860     | 0,94  | —  |  |  |  |
| Altri (<0,90%)                         | 3 240     | 0,52  | –  |  |  |  |
| Indipendenti (IND)                     | 563       | 0,09  | –  |  |  |  |
| Totale                                 | 620 180   | 100   | 41 |  |  |  |
|                                        |           |       |    |  |  |  |
| Voti non validi                        | 2 001     | 0,32  |    |  |  |  |
| Votanti                                | 622 181   | 53,92 |    |  |  |  |
| Elettori                               | 1 153 876 |       |    |  |  |  |